# Florian Tausendpfund
Florian Tausendpfund (* 5. Januar 1987 in Regensburg) ist ein deutscher Fußballspieler.

## Laufbahn
In der Jugend spielte Tausendpfund für den TSV Bernhardswald, bevor er zum SSV Jahn Regensburg wechselte, wo er auch in der A-Junioren-Bundesliga zum Einsatz kam. Zum Eintritt in den Seniorenbereich schloss er sich dann der zweiten Mannschaft des TSV 1860 München an. Zunächst fungierte er dort hauptsächlich als Einwechselspieler in der Regionalliga Süd, ergatterte sich aber in der Saison 2007/08 einen Stammplatz. Allerdings verpasste das Team die Qualifikation für die neue 3. Liga und so spielte er im Jahr darauf in der nach der Ligareform nur noch viertklassigen Regionalliga.
Nach insgesamt 63 Spielen, in denen er fünf Tore erzielte, wechselte er zur Spielzeit 2009/10 doch noch in die 3. Liga zum SV Sandhausen. Sein Profiligadebüt bestritt er dort am 26. September 2009, als er bei der 1:2-Heimniederlage gegen den FC Rot-Weiß Erfurt in der 80. Minute Jan Fießer ersetzte. Zum Ende der Hin- und der Rückrunde kam er jeweils mehrmals zum Einsatz, ohne sich in die Stammmannschaft spielen zu können. Auch in der Hinrunde der Saison 2010/11 spielte er nur gelegentlich, so dass er sich zur Winterpause zum Wechsel entschloss.
Am 11. Januar 2011 wurde Florian Tausendpfund beim Ligakonkurrenten 1. FC Heidenheim als Neuzugang vorgestellt. Sein erstes Spiel für Heidenheim bestritt er am 12. Februar 2011 bei seinem Ex-Verein SV Sandhausen, als er in der 87. Spielminute eingewechselt wurde. Als Ersatz für den Langzeitverletzten Florian Krebs kam er immerhin neunmal in der Rückrunde zum Einsatz. Im Jahr darauf nahm er dann die Stammposition in der Innenverteidigung ein, wurde dort allerdings in der zweiten Saisonhälfte vom Rückkehrer Krebs wieder verdrängt und kam so auf insgesamt 25 Einsätze. Die Abwehr der Heidenheimer war in der Saison 2011/12 mit nur 36 Gegentoren die zweitbeste der Liga und mit Platz 4 erreichte der Verein sein bestes Ergebnis im Profifußball. Im Sommer 2013 wurde sein Vertrag in Heidenheim nicht verlängert.
Seit 2014 spielt er für den Schwandorfer Verein SC Ettmannsdorf.